# Amerang
Amerang est une commune de Bavière (Allemagne), située dans l'arrondissement de Rosenheim, dans le district de Haute-Bavière.

## Géographie
Amerang est située dans la région du sud-est de la Bavière dans la région de Chiemgau. Le village est situé au milieu entre le lac Chiemsee (15 km) dans le sud-est et Wasserburg am Inn (10 km) au nord-ouest.

## Toponymie
Le nom de la commune vient, selon les hypothèses les plus probables, du mot "amar" signifiant "amidonnier" en Vieux haut allemand et "wang" signifiant "champ" en Vieux haut allemand.

## Histoire
La commune est mentionnée pour la première fois officiellement ver 788, dans les Breves Notitiae, une liste des possessions de archevêché de Salzbourg.

## Démographie
Personnes ayant leur résidence habituelle sur le territoire de la commune, le 31 décembre :
| Année | Population |
| ----- | ---------- |
| 2011  | 3 585      |
| 2012  | 3 581      |
| 2013  | 3 598      |
| 2014  | 3 609      |
| 2015  | 3 707      |
| 2016  | 3 707      |